# Ивановское (Кубенский сельсовет)
Ивановское — деревня в Вологодском районе Вологодской области на реке Едка.
Входит в состав Кубенского сельского поселения, с точки зрения административно-территориального деления — в Кубенский сельсовет.
Расстояние по автодороге до районного центра Вологды — 38,5 км, до центра муниципального образования Кубенского — 8,5 км. Ближайшие населённые пункты — Пасынково, Белавино, Колбино, Колбино, Шаталово.
По данным переписи в 2002 году постоянного населения не было.